# Márcio Rodrigues
Márcio Rodrigues, genannt Magrão, (* 20. Dezember 1978 in São Paulo) ist ein ehemaliger brasilianischer Mittelfeldspieler.

## Karriere

### Frühe Jahre (1992–1998)
Magrão begann seine Karriere 1992 beim Jugendverein Portuguesa, wo er bis 1994 aktiv war. Von 1995 bis 1996 sowie im Jahr 1999 stand er beim Verein AD São Caetano unter Vertrag. Während der zwei Jahre 1997 und 1998 wechselte zum Verein EC Santo André.

### Palmeiras São Paulo (2000–2005)
Im Jahr 2000 wechselte Magrão zum Verein Palmeiras São Paulo, wo er in seiner Debütsaison 21 Ligaspiele absolvierte und zwei Tore schoss. Sein zweites Jahr beim Verein gehörte wie auch das Jahr 2005 zu denen, in denen er keine Torerfolg verzeichnen konnte. 2003 bestritt er 21 Ligaspiele und konnte viermal ins Tor treffen. Im nächsten Jahr kam er in 38 Ligaspielen zum Einsatz und konnte drei Bälle ins Tor befördern. In seiner letzten Spielzeit konnte er noch an zwei Ligaspielen teilnehmen, ehe er einen Standortwechsel vollzog und nach Japan zu Yokohama F. Marinos wechselte. In den fünf Jahren absolvierte Magrão 108 Ligaspiele und konnte neun Tore vorweisen. Das Jahr 2002 verbrachte er auf Leihbasis bei seinem alten Verein aus São Caetano do Sul (21 Spiele/4 Tore).

### Yokohama F. Marinos (2005–2007)
Die nächsten zwei Jahre verbrachte er beim japanischen Verein Yokohama F. Marinos, wo er auch am Kaiserpokal und dem J. League Cup teilnahm. 2005 absolvierte er 13 Ligaspiele und konnte einmal den Ball ins Tor befördern. Beim Kaiserpokal wie beim J. League Cup bestritt er jeweils zwei Spiele, wobei er kein Tor erzielen konnte. Im darauffolgenden Jahr, in dem er nicht am Kaiserpokal teilnahm, stand er 17-mal auf dem Rasen und erzielte insgesamt sechs Treffer. Beim J. League Cup stand er siebenmal mit der Mannschaft auf dem Platz und traf einmal ins Tor. Während der zwei Jahre beim japanischen Verein war er an 30 Ligaspielen beteiligt und konnte dabei sieben Tore erzielen. Zusätzlich war er im Kaiserpokal sowie im J. League Cup aktiv, wo er insgesamt elf Spiele absolvierte und einmal ins Tor traf.

### Corinthians São Paulo und SC Internacional (2006–2009)
Nach zwei Jahren in Japan ging Magrão wieder nach Brasilien zurück. Dort war er in den Spielzeiten 2006 und 2007 auf Leihbasis beim Verein Corinthians São Paulo beschäftigt, bis er während der Saison 2007 fest zum Internacional Porto Alegre wechselte. Dort bestritt er in seinem ersten Jahr 19 Ligaspiele und schoss in diesen drei Tore. 2008 absolvierte er 21 Ligaspiele und konnte einmal den Ball ins Tor befördern. Im darauffolgenden Jahr nahm er noch an 13 Ligaspielen teil, traf jedoch nur zweimal.

### 2009 bis 2015
Er begann in der Saison 2009/10 beim in den Vereinigten Arabischen Emiraten beheimateten Verein al-Wahda zu spielen. In der Saison 2010/11 absolvierte er 15 Ligaspiele und schoss ein Tor. In 13 Ligaspielen kam er in der Saison 2011/12 zum Einsatz, dabei erzielte er ein Tor. Nach drei abgelaufenen Spielzeiten wechselte Magrão innerhalb der Vereinigten Arabischen Emirate zum Dubai SC, wo er in der Saison 2012/13 21 Ligaspiele bestritt und zwei Tore schoss.
Ab 2013 war er wieder in Brasilien aktiv, zunächst kurz bei Náutico Capibaribe, dann für zwei Jahre bei América Mineiro, um dann bei Novo Hamburgo seine Karriere zu beenden.

### Nationalmannschaft
In den Jahren 2004 und 2005 bestritt Magrão insgesamt drei Länderspiele für die brasilianische Fußballnationalmannschaft, welche jedoch alle drei torlos blieben.

## Erfolge
- Série B: 2003
- Dubai Cup: 2008
- Staatsmeisterschaft von Rio Grande do Sul: 2008, 2009
- Copa Sudamericana: 2008
- UAE Arabian Gulf League: 2009/10
- UAE Arabian Gulf Super Cup: 2011

## Auszeichnungen
- Bola de Ouro: 2004